# Temari (przedmiot)
Temari (jap. 手まり, 手毬, 手鞠) – japońskie ozdobne kule, w przeszłości tworzone także jako zabawki.
Temari wykonywane tradycyjnymi metodami powstają z kawałka tkaniny, owijanej warstwami coraz cieńszych nici, aż do osiągnięcia kształtu kuli, na której tworzy się haftowany wzór.

## Historia

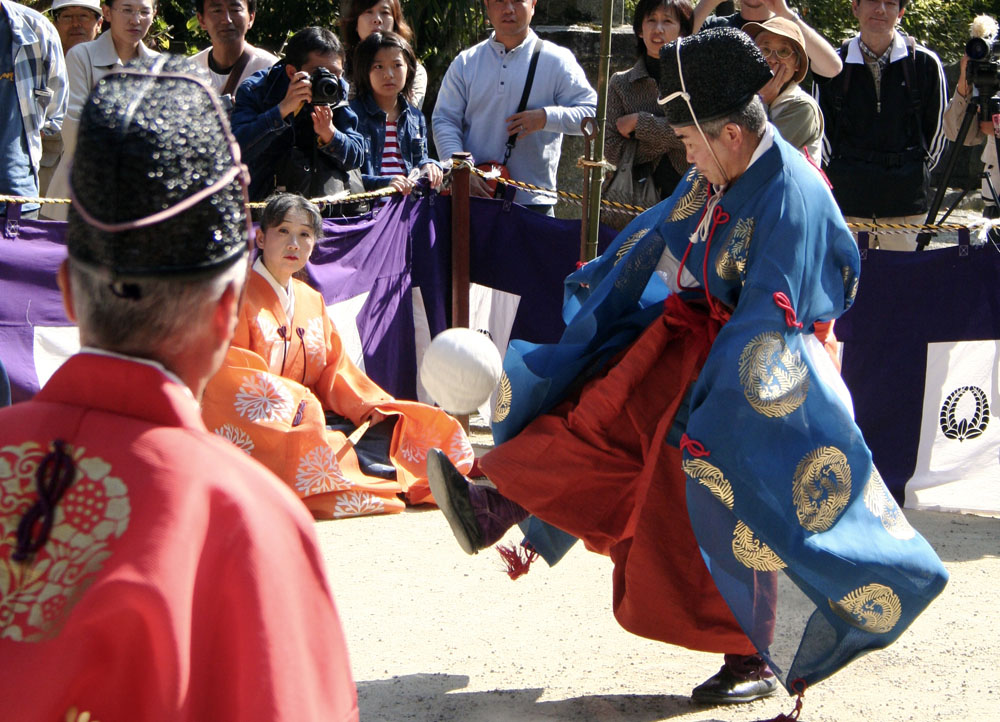
Festiwal Kemari w chramie Tanzan, w Sakurai, w prefekturze Nara

Japońskie Stowarzyszenie Temari (Japan Temari Association; Nihon Temari no Kai) wywodzi historię temari od kemari, rodzaju gry polegającej na kopaniu piłki. Dotarła ona do Japonii z Chin w okresie Asuka (538–710). Kule były wówczas wykonywane ze skóry jelenia.
W VII wieku na dworze były wykorzystywane do gry na trzymetrowym boisku, na którym występowało od czterech do ośmiu graczy, stojących w okręgu. Piłkę kopano wysoko w górę, starając się nie dopuścić do jej kontaktu z ziemią. W rozgrywce najważniejsze były nie wyniki, ale etykieta gry. Temari wykonywano wówczas ze zszywanej tkaniny wypchanej prawdopodobnie końskim włosiem lub ze skóry naciągniętej na bambusowy szkielet, w który wsadzano napompowany pęcherz. Tak tworzone i wykorzystywane temari były popularne od VII do XIV wieku.
W okresie Edo (1603–1867) arystokratki wprowadziły wzorowaną na kemari, ale przeznaczoną dla małych dziewczynek grę onna-mari; używano w niej kolorowych kul. Tak pojawiły się łagodniejsze formy gry polegające na toczeniu i rzucania kul, już o nazwie temari. Damy dworu wykorzystywały te kule także jako okazję do doskonalenia i wykazania swoich talentów w szyciu i zdobieniu oraz do przyciągnięcia uwagi i przychylności swoich ulubionych książąt. Rywalizowały między sobą w tworzeniu najbardziej wymyślnych i estetycznych wzorów.
Do sporządzania temari używano początkowo nici jedwabnych. Gdy bawełna, len i wełna stały się łatwiej dostępne, tworzenie temari rozpowszechniło się na terenie całego kraju. Poszczególne regiony wykształciły własne wzory i style oparte na lokalnej kulturze i dostępnych tam materiałach.
Z czasem temari stały się dziecięcymi piłkami do zabawy. Wykonywano je także z nici pochodzących ze starych kimon lub innych tkanin. Nici o różnych kolorach były starannie oddzielane od siebie i nanoszone na temari w taki sposób, by utworzyć wzory. Rdzeń ówczesnego temari powstawał najprawdopodobniej z papieru lub tkaniny.
Od przybycia z Chin w VII wieku jako piłki do gry, kule temari przekształciły się poprzez formę zabawki w ozdobne przedmioty o mocno artystycznym wyrazie ze skomplikowanymi wzorami, które uczyniono tradycyjnym prezentem noworocznym, symbolizującym przyjaźń i lojalność.
Temari są w Japonii symbolem perfekcji. W XIX i pierwszej połowie XX wieku temari były wykorzystywane głównie jako zabawki dla dzieci.